# WIMP (informatica)
WIMP (acronimo dell'inglese "Window, Icon, Menu and Pointing device"  che in italiano si traduce come "finestra, icona, menu e puntatore"), in informatica identifica un tipo di interazione uomo-macchina con un'interfaccia grafica che usi tutti questi elementi.
Questo tipo di interazione nasce nei laboratori Xerox PARC con lo Xerox Alto sviluppato nel 1973, diventa un computer commerciale nel 1981 con lo Xerox Star e si diffonde nel mercato di massa grazie al Macintosh nel 1984 (van Dam, 1997). Un dispositivo WIMP richiede il supporto di alcune fra le più classiche periferiche di input/output di un personal computer, come ad esempio il monitor, la tastiera, il mouse.

## Differenti interpretazioni dell'acronimo
Alcune fonti sciolgono l'acronimo in modo diverso dallo standard. I termini dell'acronimo sciolto possono essere scritti al plurale o al singolare.
- W: Window(s);
- I: Icon(s);
- M: Menu(s); Mouse (Mouses/Mice);
- P: Pointing device(s); Pointing; Pointer(s); Pull-down menu(s); Program.